# 瑞金华南溪蟹
瑞金华南溪蟹（学名：Huananpotamon ruijinense）为溪蟹科华南溪蟹属的动物。在中国大陆，分布于江西等地，多栖息于海拔600 米的山区溪流石块下。